# Torneo Super 4
El Super 4 es un torneo de la FUBB en el cual clasifican los 4 mejores equipos del Torneo Clasificatorio de la Liga Uruguaya de Básquetbol. El campeón se adjudica la posibilidad de jugar la  Liga Sudamericana de Basquetbol.
Se juega desde el 2007, oportunidad en la que obtiene el título el club Defensor Sporting. 

## Características
Durante los últimos años, el Torneo Super 4 se ha convertido en un clásico del básquetbol uruguayo contando con equipos del más alto nivel del país.
Este torneo se juega al finalizar la primera rueda de la etapa clasificatoria de la LUB, convocando a los cuatro primeros equipos de la tabla. El fin de este torneo era clasificar al equipo ganador a la Liga de las Américas, pero en 2012 los clubes participantes del torneo deciden no participar del certamen internacional, por lo que en esa edición se otorgó un premio económico a los clubes participantes. 
En la temporada 2012-2013, no se jugó este torneo en su formato habitual (se realizó otro del mismo nombre, que incluyó solamente equipos del interior del país) .
El torneo se ha retomado a nivel de la Liga Uruguaya de Básquetbol en años recientes, y se disputa entre los cuatro primeros equipos de la Super Liga, otorgando un cupo al vencedor para participar en la Liga Sudamericana de Clubes.

## Ediciones
| Edición | Campeón                              | Subcampeón            | Semifinalista   | Semifinalista   |
| ------- | ------------------------------------ | --------------------- | --------------- | --------------- |
| 2007/08 | Defensor Sporting                    | Biguá                 | Atenas          | Malvín          |
| 2008/09 | Biguá                                | Defensor Sporting     | Malvín          | Tabaré          |
| 2009/10 | Malvín                               | Defensor Sporting     | Atenas          | Unión Atlética  |
| 2010/11 | Defensor Sporting                    | Malvín                | Biguá           | Trouville       |
| 2011/12 | (información faltante)               |                       |                 |                 |
| 2012/13 | no se disputó en su formato habitual |                       |                 |                 |
| 2013/14 | (información faltante)               |                       |                 |                 |
| 2014/15 | Malvín                               | Trouville             | Atenas          | Hebraica Macabi |
| 2015/16 | Hebraica Macabi                      | Defensor Sporting     | Goes            | Trouville       |
| 2016/17 | Malvín                               | Urunday Universitario | Hebraica Macabi | Aguada          |

## Títulos
| Club                  | Títulos | Participaciones |
| --------------------- | ------- | --------------- |
| Malvín                | 3       | 6               |
| Defensor Sporting     | 2       | 5               |
| Biguá                 | 1       | 3               |
| Hebraica Macabi       | 1       | 3               |
| Trouville             | 0       | 3               |
| Atenas                | 0       | 2               |
| Unión Atlética        | 0       | 1               |
| Tabaré                | 0       | 1               |
| Goes                  | 0       | 1               |
| Urunday Universitario | 0       | 1               |
| Aguada                | 0       | 1               |